# Римско-партска война 54-64
Римско-партската война от 58 г. е военен конфликт между Партското царство и Римската империя, управлявана по това време от Нерон. Войната продължава от 58 до 63 г. Тя се разгаря в Армения – буферна държава между двете империи.

## Преди войната
Откакто Римската република започва своето териториално разширение, все по-често ѝ се налага да влиза в контакт с Партското царство. Двете страни за първи първи път пресичат пътищата си около средата на I век пр.н.е. и постоянно си съперничат за контрола над различните страни, намиращи се помежду им. Най-голямата и важна от тези страни е Велика Армения. През 20 г. пр.н.е. Октавиан Август успешно създава Римски протекторат в страната, когато Тигран III е коронясан за крал на Армения. Римското влияние е подсигурено със серия от крале, подкрепяни от империята до 37 г. пр.н.е., когато след смъртта на Тиберий, партите качват на власт своето протеже Ород III. Подкрепяният от Рим – Митридат си връща трона с помощта на император Клавдий през 42 г., но е свален през 51 г. от племенника си Радамист, който се оказва тиран и е считан в Армения за узурпатор.
Тези събития дават възможност на новокоронования крал Вологаз I да се намеси. Силите на Вологаз бързо превземат двете Арменски столици Артаксата и Тигранакерт, а на арменския трон е поставен по-младият брат на Вологаз – Тиридат.
Необичайно студената зима на 53/54 г. и избухналата епидемия принуждават партските сили да се оттеглят, позволявайки на Радамист отново да поеме контрола над страната. Неговото отношение спрямо жителите обаче е дори по-лошо от преди и това предизвиква избухването на ново въстание. Така през 54 г. Радамист се оттегля в бащиния си двор в Иверия, а Тиридат отново е провъзгласен за крал на Армения.
В Рим, Клавдий умира и е наследен от доведения си син Нерон. Партското навлизане в територия, смятана за част от римската сфера на влияние, тревожело римското командване и е смятано за решаващ тест за способностите на новия император. Нерон реагира подобаващо, назначавайки за проконсул на Азия, Галатия и Кападокия отличилия се още при Клавдий в Германия военачалник Гней Домиций Корбулон. Под негово командване се намират два легиона – III Галски легион и VI Железен легион. Още два легиона, легион X „Фретензис“ и XII Мълниеносен легион, са под командването на Гай Умидий Дурмий Квадрат – проконсул на Сирия.

## Дипломатически маневри и подготовка
На Корбулон е даден контролът над две провинции – Кападокия и Галатия, с промагистратски, а по-късно и проконсулска роля или империум. Въпреки че Галатия е смятана за добра територия за снабдяване, а Кападокия има няколко помощни войски, мнозинството от войниците в армията на Корбулон идват от Сирия, половината от гарнизона на четири легиона и няколко помощни войски минават под негово командване.
Първоначално римляните се надяват да се справят със ситуацията с дипломатични методи; Корбулон и Гай Умидий Дурмий Квадрат изпращат свои пратеници до Вологаз, който по това време трябва да се справя с бунта на сина си Варданес II. Следва период на бездействие от двете страни, докато арменския наследник остава неясен. Корбулон използва момента, за да реорганизира дисциплината и готовността на войниците си, които са се изпарили в мирния гарнизон на изток. Според Тацид, Корбулон отстранил всички стари и болни, държал цялата армия под платна в суровата зима, за да свикнат със снеговете на Армения, и въвежда стриктна дисциплина, наказвайки дезертьорите със смърт. В същото време се опитвал постоянно да бъде сред хората си и да споделя трудностите им.

## Начало на военните действия
Корбулон поставя голям брой от помощните си армии в линии от укрепления в близост до арменската граница, под командването на бившия primus pilus. Нарушавайки разпорежданията му, той използва някои от пристигналите войски, за да започне настъпление срещу арменците, които не очакват подобни действия. Настъплението се проваля, а изтеглящите се войници разпространяват паниката и сред гарнизоните в останалите укрепления. Заради неблагоприятния старт на кампанията, Корбулон сурово наказва оцелелите и тяхното командване.
Тренирайки армията си от две години, Корбулон е готов за сражение въпреки провалилото се настъпление. Той има три легиона на разположение (III Галски легион, VI Железен легион и IV Скитски легион), към които са добавени голям брой резервни войски, както и местни съюзнически сили от източните крале, като Полемон II (Понт). Ситуацията е на страната на римляните: Вологез трябва да се справя с голямо въстание от населението в близост до Каспийско море, както и с набези от централноазиатски номадски племена. По тази причина той не е способен да окаже нужната помощ на брат си.
По това време военните действия се състоят главно от схватки по римо-арменската граница. Корбулон се опитва да предпази про-римско настроените арменски селища от нападение и същевременно да отвърне на нападащите партски съюзници. Поради факта че Тиридат избягвал директна конфронтация в голяма битка, Корбулон разделя войската си, така че да могат да нападнат от няколко места едновременно и инструктира съюзника си Антиох IV (Комагена) да нападне Армения от собствената си територия. Освен това е сключен съюз с мушките – племе, населяващо Северозападна Армения.
Тиридат реагира с пратеници, които трябвало да разберат защо е нападнат, след като са разменени заложници. На това Корбулон отговаря с искането на Нерон за признаване на короната му. Впоследствие двете страни се съгласяват на среща. Тиридат обявява, че ще вземе 1000 войници на срещата, намеквайки че Корбулон трябва да доведе същия брой от хората си „по мирен начин, без брони и шлемове“. Корбулон решава да вземе със себе си по-голям брой войници, не само VI Железен легион, но и 3000 души от III Галски легион, плюс помощните войски. Тиридат се появява на уговореното място, но виждайки римляните в пълна бойна готовност, не се приближава и се оттегля през последвалата нощ. След това Тиридат прибягва до тактиката, която сработва срещу Марк Антоний век по-рано: като напада снабдителния път на римляните, който се простира по протежение на планините и достига Черно море. Това начинание се проваля, защото римляните са се погрижили пътят да бъде подсилен с множество укрепления.

### Падането на Артаксата
Корбулон прибягва към директно нападение на арменските укрепления. Те са не само ключови за контрола над заобикалящата ги територията и източници на войници и ресурси, но също така и възможност Тиридат да бъде принуден да се впусне в директна битка, за да ги защити. Корбулон и подчинените му успешно превземат три от тези укрепления, включително най-силното в тази провинция. Римляните постигат това само за ден с минимални жертви. Ужасени от римската военна сила, няколко града и селища се предават, а войските на Корбулон се приготвят за придвижване към северната арменска столица, Артаксата.
Това кара Тиридат да се изправи срещу римляните с армията си. Римските войски, подсилени от вексалариите на X Проливен легион, маршируват във формация, заедно с допълнителни конници и стрелци. Издадена е строга заповед формацията да не се нарушава и въпреки серия от опити да бъде пробита от партските конници, се запазва цяла до вечерта. По време на нощта Тиридат оттегля армията си, изоставяйки столицата; жителите на града се предават незабавно и им е позволено да напуснат невредими. Градът е опожарен, защото римляните не могат да си позволят да оставят достатъчно хора, които да го охраняват.

### Падането на Тигранакерт
През 59 г. римляните се отправят на юг към Тигранакерт, втората арменска столица. По пътя войските на Корбулон наказват всеки, който им попречи или се скрие от тях, докато към предалите се е показано добро отношение. В суровия, сух терен на Северна Месопотамия, армията страда от липса на провизии, особено вода, докато не стигат до по-плодородната земя в близост до Тигранакерт. По това време заговор за убийството на Корбулон е разкрит и потушен, докато няколко арменски благородници, които са се присъединили към римската страна са екзекутирани. Според история, разказана от Секст Юлий Фронтин, когато римската армия пристигнала в Тигранакерт, изпратили главата на един от заговорниците в града. По случайност главата паднала точно там, където градският съвет се събирал; те веднага решили да предадат града, който впоследствие е пощаден.
След като римляните вече имали контрол над Армения, на престола най-накрая е поставен проримски настроен владетел – праправнукът на Ирод Велики Тигран. Някои от останалите западни територии на Армения също са преотстъпени на римските васали. Корбулон оставя 1000 легионери, три помощни кохорти и две кавалерийски али (3 – 4000 души) да подкрепят новия владетел и се оттегля с останалата си армия в Сирия. Като награда за успеха му във войната, Корбулон става новия проконсул на провинцията.

## Партска контраатака
Римляните са наясно, че победата им все още е крехка и че веднага след като партския крал се справи с въстанието ще насочи вниманието си към Армения. Въпреки нежеланието на Вологаз да рискува всичко в голяма битка, той е принуден да действа, когато Тигран напада партската провинция Адиабена през 61 г. Гневните упреци на проконсула и молбите му за помощ не можели да бъдат пренебрегнати от Вологаз, чийто престиж и кралски авторитет са заложени. В резултат на това Вологаз бързо сключил договор с въстаниците, за да бъде свободен за кампанията си срещу Рим. На събрание на партското командване той потвърдил мястото на Тиридат на арменския престол, короновайки го с диадема. За да върне брат си на престола, той събира армия от конници, допълнени с пехота.
В отговор Корбулон изпраща IV Скитски и XII Мълниеносен легион в Армения, докато други три легиона остават под негово командване, за да укрепят бреговете на река Ефрат, заради страховете, че партите може да нападнат Сирия. По същото време изпраща молба до Нерон да назначи отделен легат в Кападокия, натоварен със задачата да води войната в Армения.

### Партска обсада на Тигранакерт
Партите навлизат в Армения и се отправят в посока Тигранакерт. Там Тигран се е погрижил да събере нужните запаси и града е добре укрепен от арменски и римски гарнизони. Обсадата е водена от адиабенците, тъй като партите са умели конници и не искат да участват в работата по нея. Партското настъпление се проваля и е отблъснато. По това време Корбулон изпраща вестоносци при Вологаз, който се е установил в близост до града на римо-партската граница. Провалената обсада и недостига на фураж за конната му войска принуждават Вологаз да се изтегли от Армения, което според Тацит повдигнало съмнение за намеренията на Корбулон: някои смятали, че той е сключил договор за взаимно оттегляне с партите и че не е склонен да рискува репутацията си с нови военни действия. Във всеки случай е уредено примирие и партските посланици са изпратени в Рим. Преговорите не успяват да стигнат до споразумение и войната продължава през пролетта на 62 г.
Междувременно поисканият нов легат в Кападокия пристига в лицето на Луций Юний Цезений Пет, консул през изминалата година. Армията е разделена между него и Корбулон. IV Скитски и XII Мълниеносен, заедно с новопристигналия V Македонски легион и помощните армии от Понтус, Галатия и Кападокия преминават под командването на Пет, докато Корбулон запазва III Галски, VI Железен и X Проливен легион. Заради съревнованието за величие, отношенията между двамата римски главнокомандващи са обтегнати от самото начало. Корбулон запазва легионите, с които е прекарал последните няколко години, и оставя на Пет, от когото се очаква да води основната кампания, по-неопитните части. Общият брой на римските войски от шестте легиона достига 30 000 души. Точният брой на помощните войски не е ясен, но само в Сирия се намират седем кавалерийски али и седем пехотни кохорти, наброявайки между 7 и 9 хил. войници.

### Битка при Рандея
Пет е уверен в победата на римските войски и след като партската страна обявява война и превзема Тигранакерт, той започва свое собствено настъпление в Армения, докато Корбулон остава в Сирия, за да подсили допълнително укрепленията по река Ефрат. Пет е придружаван само от два легиона и напредва към Тиранакерт. Няколко малки укрепления са превзети, но липсата на провизии го кара да се оттегли на запад за зимата.
Първоначално партите планират да нападнат Сирия, но Корбулон показва убедителна военна мощ, изграждайки силна флотилия от кораби, екипирани с катапулти и мост над река Ефрат, който му позволява да стъпи на партска територия. Заради това партите решават да изоставят плановете си за Сирия и да насочат вниманието си към Армения. Там, Пет е разпръснал войските си и е дал продължителен отпуск на офицерите си, поради което е в неведение за настъплението на партите. След като научава за него, първоначално решава да напредне и да посрещне Вологаз, но след като разузнавателен отряд е сразен, решава да се оттегли мигновено. Пет изпраща своите жена и син на сигурно в укреплението на Арсамосата и се опитва да блокира партското настъпление, заставайки на проходите на Тавърските планини с отряди от армията си. С това обаче той допълнително намалява силите си, които са победени от партите. Римският морал се изпарява и паника завладява армията, която сега е обградена от серия от набързо издигнати укрепления в близост до Рандея. Пет, изпаднал в отчаяно бездействие, изпраща съобщение за спешна помощ на Корбулон.
Корбулон осъзнава рисковете, пред които колегата му е изправен, и поставил част от силите си в бойна готовност, но не се отправил към Пет. Някои го обвинили в губене на време с цел да спечели повече слава от спасяването му. Все пак когато призивите за помощ пристигнали, той реагирал бързо и заедно с половината сирийска армия и множество провизии, натоварени на камили, се отправил към него. Скоро срещнали разпръснатите части на петската войска и успели да ги включат в своята, но преди да пристигнат Пет капитулирал: Партите, знаейки че помощта идва, увеличили натиска над римляните, докато съобщение с искане на примирие не било изпратено до Вологаз. Последвалото споразумение било унизително: римляните не само трябвало да се изтеглят от Армения и да предадат всички свои укрепления, но също така се съгласили и да построят мост над близката река, по който Вологаз да премине и да отпразнува триумф, седейки върху слон. Освен това римските войски са ограбени от арменското население, които взимат оръжията и дрехите им без да срещнат съпротива.
Двете римски войски се срещат на брега на Ефрат, сред чувство на взаимна скръб; докато Корбулон се оплаквал от разрушаването на резултатите от постиженията си, Пет се опитвал да го убеди да обърне ситуацията, нападайки Армения. Корбулон отказал с мотива, че няма такива правомощия и че дори положението да беше такова, армията е твърде изтощена, за да води ефективна кампания. Накрая Пет се оттеглил в Кападокия, а Корбулон в Сирия, където получил пратеници от Вологаз. Той искал от него да премахне моста над река Ефрат. В замяна Корбулон иска партско оттегляне от Армения. Вологаз се съгласява и двете страни оттеглят силите си, оставяйки Армения без господар, но де факто под партски контрол, докато делегацията им не пристигне в Рим.

## Завръщане на Корбулон и мирни договори
Междувременно изглежда, че в Рим не били наясно с истинската ситуация в Армения. Тацит пише, че „трофеи и арки в чест на партската война са издигнати в центъра на римския Капитолий“ с декрет от сената, преди финалния изход от войната да е ясен. Каквито и илюзии да е имало римското командване, те са изпарени от пристигането на партската делегация през пролетта на 63 г. Техните искания и последвалия разпит на центуриона, който ги придружавал разкрили на Нерон и Сената истинските размери на бедствието, което Пет скрива в докладите си.
През пролетта на 63 г. Корбулон начело на 4 легиона отново влиза в Армения. Поради патовата ситуация (Вологаз и Тиридат разбират, че не могат да спечелят войната, а Корбулон не иска да воюва в пустинята) отново е сключено съглашение (в Рандея) на условията, че Тиридат става арменски цар, но като васал на Рим и трябва да отиде до Рим, за да получи царската тиара от ръцете на Нерон. Въпреки това според Тацит римляните решили да „приемат опасна война вместо позорен мир“; Пет е отзован, а Корбулон е поставен отново за главнокомандващ на кампанията в Армения с изключителния империум, който го поставя над всички останали проконсули и поставени крале в съюзнически държави на изток. Постът на Корбулон като проконсул на Сирия е поверен на Гай Цестий Гал.
Корбулон прегрупира силите си, отзовавайки деморализираните и победени XII Мълниеносен и IV Скитски легиони, оставяйки X Проливен легион да защитава Кападокия и повеждайки ветеранските си VI Железен и III Галски легиони към Малатия, където армията трябвало да се събере. Към тях добавя и V Македонски легион, който остава в Понтус и не е повлиян от поражението, новопристигналия XV Аполонов легион и множество помощни и съюзнически войски.
След като армията му преминава река Ефрат, следвайки път проправен от Лукул повече от век по-рано, получава пратеници от Тиридат и Вологаз. При вида на такава голяма приближаваща сила и наясно със способностите на Корбулон като генерал, те искат преговори. Корбулон без съмнение, по нареждане на Нерон повтаря старата римска позиция: ако Тиридат приеме короната си от Рим, подновената война може да бъде прекратена. Тиридат се съгласява на преговори и Рандея, където през изминалата година римската армия търпи поражението си е избрана за място на срещата. За арменците, това място служи за напомняне на военната им сила, докато Корбулон се съгласява, надявайки се да заличи предишния позор с война или мир. Когато пристига на мястото, Корбулон слага синът на Пет, който служи при него като легат, начело на мисия за събирането на останките от римските войници и да им осигури подобаващо погребение. В деня на срещата Тиридат и Корбулон, придружавани от по двайсет конника, се срещат между двата лагера. Тиридат се съгласява да пътува до Рим и да иска признаването на короната си от Нерон. В знак на съгласие няколко дни по-късно и двете армии маршируват в парадно облекло. Тиридат отива в лагера на римляните, където статуя на Нерон е издигната, и поставя своята кралска диадема в краката му, като знак на подчинение.

## След войната
През 66 г. Тиридат посещава Рим, за да получи короната си и е посрещнат бляскаво от Нерон, който използва случая като повод да повиши популярността си сред населението. Той заповядва портите на Храма на Янус да бъдат затворени, като знак че в римската империя цари мир.
Нерон отбелязва този мир като голямо постижение: обявен е за император и празнува триумф, въпреки че нова територия не е спечелена и мирът отразява по-скоро компромис, отколкото истинска победа. Армения е управлявана от иранска династия и въпреки формалния си съюз с Рим, в бъдеще попада под все по-голямо партско влияние. Въпреки това мирът между двете страни е спазван през следващите 50 години, докато император Траян не нахлува в Армения.
Корбулон е почетен от Нерон като мъжът, донесъл този триумф, но популярността и влиянието му в армията го превръщали в потенциален съперник. Заедно с доведения си син, Корбулон е заподозрян в провалил се заговор срещу императора. През 67 г., докато е в Гърция, Нерон заповядва убийството му. Щом чува за това, Корбулон се самоубива.
Войната показва на римляните, че защитната система, поставена на изток от Октавиан, вече не е адекватна. Това води до големи реорганизации на източните провинции.